# Lamówka

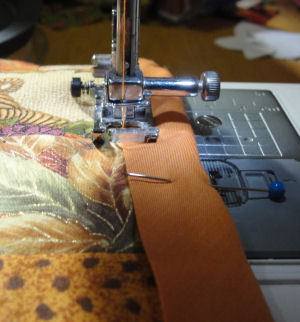
Szycie lamówki

Lamówka – wąski pasek materiału, cięty po skosie. Włókna lamówki, znajdujące się pod kątem 45 stopni do długości paska, sprawiają, że jest on bardziej rozciągliwy i łatwiej się układa w porównaniu do paska, który jest cięty zgodnie z włóknami tkaniny. Na lamówki można stosować materiały z różnych włókien i ich mieszanek, najlepiej ściśle dziane lub tkane, ponieważ są stabilne i podczas krojenia najmniej się strzepią. Wiele pasków tkaniny można ułożyć w długą „taśmę”. Szerokość lamówki waha się od około 1 do około 7 cm w zależności od zastosowania. Lamówki służą do wykańczania brzegów ubioru, podkreślenia konturów poszczególnych elementów lub, ujęte w szew, mogą służyć do tworzenia wypustek. Żeby nadać wypustkom plastyczną formę, wprowadza się w środek lamówki sznureczek o okrągłym przekroju. Są one często stosowana na brzegach kołder, podkładek i śliniaków, wokół brzegów pach i dekoltu, a także jako zwykły pasek.

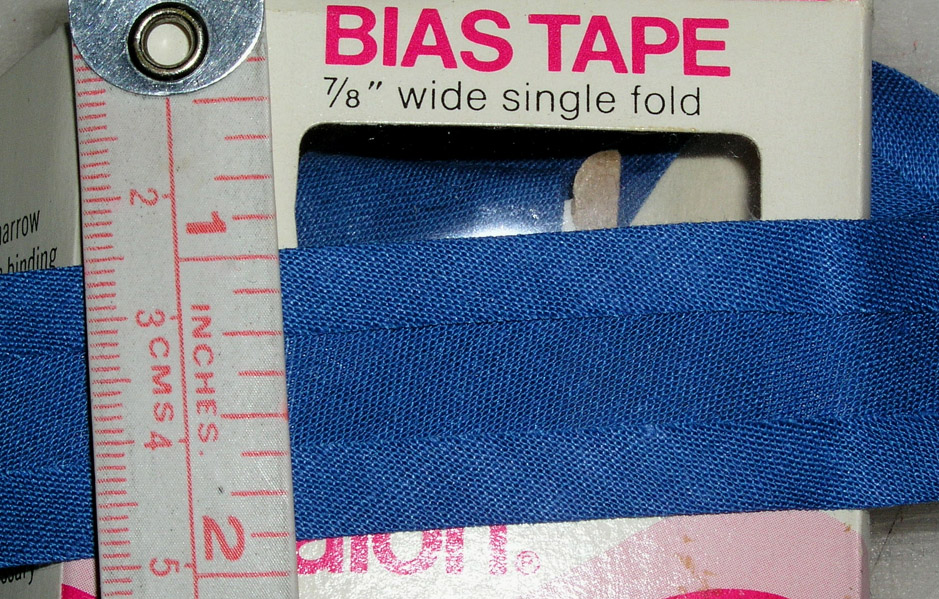
Lamówka składana podwójnie

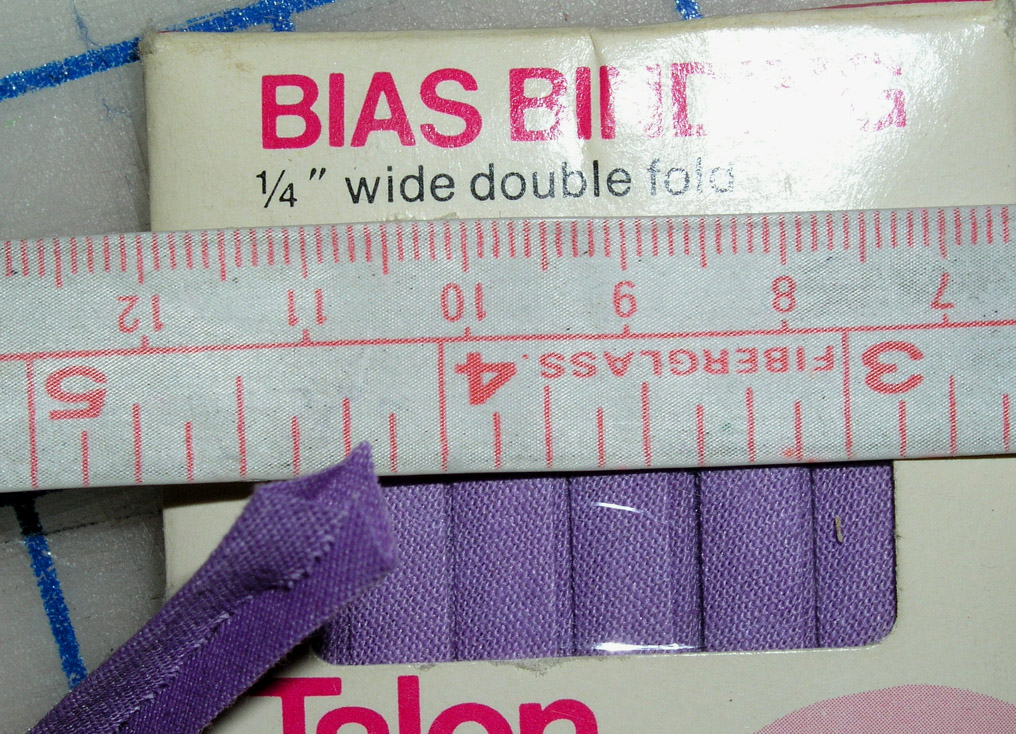
Lamówka składana potrójnie

Dostępne w handlu lamówki są różnie składane, a przeznaczenie zależy od sposobu ich złożenia:
- pojedynczo (przez środek) złożone mogą być ujmowane w szwy ubioru, tworząc wypustki
- podwójnie złożone mogą zostać naszyte bezpośrednio na materiał podstawowy, jak i elementy dekoracyjne
- potrójnie złożone służą do odszywania (wykańczania) otwartych brzegów.

W introligatorstwie lamówka to pasek papieru lub tkaniny, przyklejony do oprawy w celu połączenia części książki.